# Liste von Wegweisersäulen im Erzgebirgskreis
- Karte mit allen Koordinaten:
- OSM |
- WikiMap

Diese Aufzählung ist eine Teilliste der Liste von Wegweisersäulen in Sachsen.

## Erzgebirgskreis

### Bockau
| Bild         | Bezeichnung | Lage    | Datierung           | Beschreibung                                     | ID       |
| ------------ | ----------- | ------- | ------------------- | ------------------------------------------------ | -------- |
| Bild gesucht | Wegestein   | (Karte) | 19. Jh. (Wegestein) | schlichtes Zeugnis mit verkehrshistorischem Wert | 08958619 |

### Marienberg
| Bild         | Bezeichnung           | Lage                | Datierung       | Beschreibung | ID       |
| ------------ | --------------------- | ------------------- | --------------- | --- | -------- |
| Bild gesucht | Wegestein Rittersberg | Scheibenweg (Karte) | 19. Jahrhundert | Verkehrshistorische Bedeutung. Mit zwei gekreuzten, eingeritzten Schwertern, bezeichnet „52“, zirka 40 Zentimeter hoch, Gneis. | 09207947 |

### Pockau-Lengefeld
| Bild         | Bezeichnung         | Lage                        | Datierung           | Beschreibung                                                                                      | ID       |
| ------------ | ------------------- | --------------------------- | ------------------- | ------------------------------------------------------------------------------------------------- | -------- |
| Bild gesucht | Wegestein Forchheim | Hauptstraße 2 (bei) (Karte) | 19. Jh. (Wegestein) | Granitsäule auf Postament ohne Inschrift, möglicherweise Wegestein, regionalhistorische Bedeutung | 09299696 |

### Schneeberg
| Bild                 | Bezeichnung          | Lage                               | Datierung       | Beschreibung | ID       |
| -------------------- | -------------------- | ---------------------------------- | --------------- | --- | -------- |
| Wegestein Schneeberg | Wegestein Schneeberg | Lindenauer Straße 22 (vor) (Karte) | 19. Jahrhundert | alte Ortslage Neustädtel, möglicherweise Maßenstein, Kleinzeugnis der bergbaulichen Vergangenheit, mit wegegeschichtlicher Relevanz. kleiner Granitstein, ca. 50 cm hoch, oben abgerundet, mit eingeschlagenem Schlägel und Eisen und der Nummerierung 10. | 08958040 |
| Weitere Bilder       | Wegestein Lindenau   | An der Waldschänke 1 (bei) (Karte) | Ende 19. Jh.    | Zeugnis der verkehrstechnischen Erschließung, verkehrsgeschichtlich von Bedeutung. schlanker Granitquader, ca. 1,50 m hoch, mit pyramidaler Spitze, eingeritzt: Lindenau, Lichtenau und Weißbach, jeweils mit Pfeilen in die entsprechende Richtung.       | 08958057 |

### Schwarzenberg/Erzgeb.
| Bild           | Bezeichnung             | Lage                      | Datierung       | Beschreibung | ID       |
| -------------- | ----------------------- | ------------------------- | --------------- | --- | -------- |
| Weitere Bilder | Wegestein Schwarzenberg | Karlsbader Straße (Karte) | um 1858         | Quadratische Granitsäule mit flacher, pyramidaler Spitze und Inschrift, verkehrsgeschichtliches Zeugnis. Mit Richtungspfeil Annaberg und Grünhain. | 09201757 |
| Weitere Bilder | Wegestein               | Karlsbader Straße (Karte) | 19. Jahrhundert | Quadratischer Granitstein mit flacher pyramidaler Spitze und Inschrift, von verkehrsgeschichtlicher Bedeutung.                                     | 08992397 |

### Wolkenstein
| Bild           | Bezeichnung         | Lage              | Datierung            | Beschreibung | ID       |
| -------------- | ------------------- | ----------------- | -------------------- | --- | -------- |
| Weitere Bilder | Wegestein Floßplatz | Talstraße (Karte) | Ende 19. Jahrhundert | Kleiner Obelisk von verkehrsgeschichtlicher Bedeutung. Dreiflächiger Obelisk mit eingekerbter Schrift, grauer Gneis, Inschrift: Ortsbezeichnungen, Richtungspfeile, Kilometerangaben mit Dezimalstellen | 09247868 |

### Zschopau
| Bild         | Bezeichnung           | Lage                           | Datierung | Beschreibung                                                                         | ID       |
| ------------ | --------------------- | ------------------------------ | --------- | ------------------------------------------------------------------------------------ | -------- |
| Bild gesucht | Wegestein Wilischthal | Scharfensteiner Straße (Karte) | um 1870   | Dreiseitiger, halbrund abschließender Stein mit Wegweisern an einer Straßengabelung. | 08961754 |

### Zschorlau
| Bild           | Bezeichnung         | Lage                                                               | Datierung       | Beschreibung | ID       |
| -------------- | ------------------- | ------------------------------------------------------------------ | --------------- | --- | -------- |
| Weitere Bilder | Wegestein Zschorlau | Einmündung Albernauer Hauptstraße in Albernauer Landstraße (Karte) | bezeichnet 1840 | An einer alten Wegekreuzung ein zirka 1,75 Meter hoher Granitpfeiler mit pyramidaler Spitze und eingearbeitete Beschriftung: „nach Zschorlau“, „nach Albernau“ und „nach Bockau“, als Zeugnis der historischen Verkehrserschließung, ortsgeschichtlich von Bedeutung. | 08958567 |

### Zwönitz
| Bild         | Bezeichnung | Lage                          | Datierung              | Beschreibung | ID       |
| ------------ | ----------- | ----------------------------- | ---------------------- | --- | -------- |
| Bild gesucht | Wegestein   | Brünloser Hauptstraße (Karte) | Anfang 20. Jahrhundert | Verkehrsgeschichtliche Bedeutung. An Wegekreuzung, zirka ein Meter hoher Granitquader auf etwa 40 mal 40 Zentimeter Grundfläche mit an zwei Seiten eingemeißelter Schrift (Orte mit Entfernungsangaben in Kilometern). | 09238098 |